# Rumeljana Bontschewa
Rumeljana Bontschewa Stefanowa (bulgarisch Румеляна Бончева Стефанова; * 25. April 1957 in Warna) ist eine ehemalige bulgarische Ruderin. Sie gewann eine olympische Bronzemedaille. Bei Weltmeisterschaften gewann sie je eine Gold-, Silber- und Bronzemedaille.

## Sportliche Karriere
Die 1,76 m große Rumeljana Bontschewa gehörte 1977 zum neuen bulgarischen Doppelvierer mit Steuerfrau. Aus dem Boot, das 1976 den vierten Platz bei den Olympischen Spielen 1976 belegt hatte, war nur noch Steuerfrau Stanka Georgijewa dabei. Rossitsa Spassowa, Anka Bakowa, Rumeljana Bontschewa und Penka Gotschewa belegten bei den Weltmeisterschaften in Amstelveen den dritten Platz hinter den Ruderinnen aus der DDR und aus Rumänien. Im Jahr darauf fanden die Weltmeisterschaften in Neuseeland auf dem Lake Karapiro statt. Im bulgarischen Doppelvierer saßen mit Dolores Nakowa und Steuerfrau Anka Eftimowa zwei Neulinge. In der Aufstellung Bakowa, Nakowa, Spassowa, Bontschewa und Eftimowa siegten die Bulgarinnen vor dem Boot aus der Bundesrepublik Deutschland und dem Boot aus der Sowjetunion. 1979 rückte Mariana Serbesowa für Spassowa und Ani Filipowa für Eftimowa ins Boot. Die Bulgarinnen erkämpften bei den Weltmeisterschaften 1979 in Bled die Silbermedaille hinter dem Boot aus der DDR und vor den Rumäninnen. 1980 kehrte als Steuerfrau Anka Eftimowa unter dem Namen Anka Georgiewa zurück. Mariana Serbesowa, Rumeljana Bontschewa, Dolores Nakowa und Anka Bakowa gewannen mit Georgiewa am Steuer den Vorlauf bei den Olympischen Spielen in Moskau vor den Booten aus der Sowjetunion und aus der DDR. Im Finale siegte das Boot aus der DDR vor dem sowjetischen Vierer und den Bulgarinnen, wobei die Bulgarinnen nur 0,78 Sekunden Rückstand auf die Goldmedaille hatten.